# Зелёная линия (Метро Ньюкасла)
Зелёная линия — вторая построенная линия в Ньюкасле. Состоит из 37,7 км и 31 станции, из которых 24 станции наземные и 7 станций подземные. Первый участок был построен 10 мая 1981 года участком Банк Фут — Саут Госфорт.

## Развитие
- 10 мая 1981 — Банк Фут — Саут Госфорт
- 15 сентября 1985 — построена станция Кингстон парк
- 17 ноября 1991 — Ньюкасл аэропорт — Банк Фут
- 11 декабря 2005 — Саут Госфорт — Саут Хилтон